# Bainville
Bainville – miasto w Stanach Zjednoczonych, w stanie Montana, w hrabstwie Roosevelt.